# Leemkuil

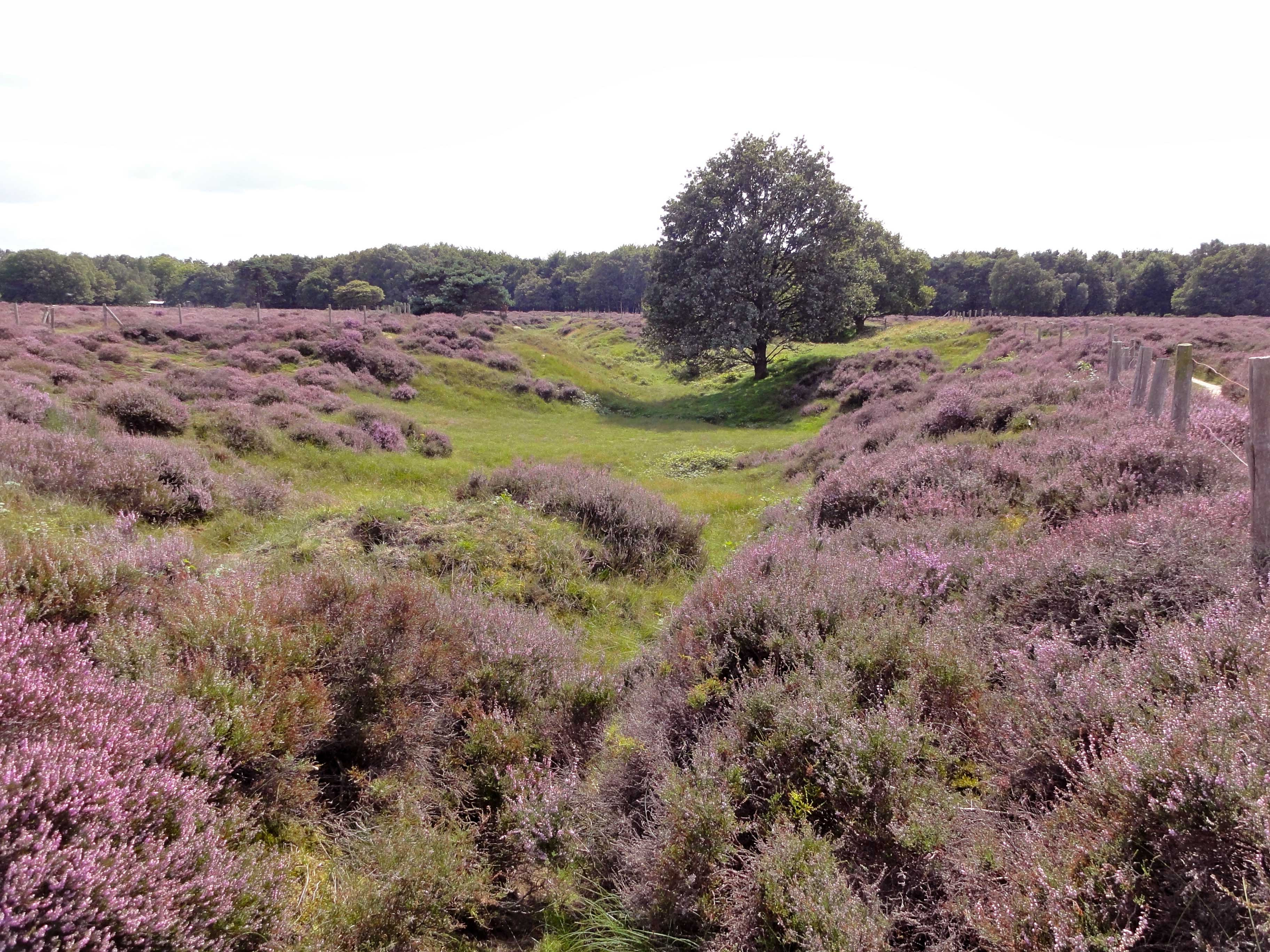
Een van de leemkuilen op de Tafelbergheide in het Gooi.

Een leemkuil of leemput is een groeve, al dan niet gevuld met water. Een leemkuil ontstaat door het afgraven van leem voor bouwmateriaal (voor vloeren of voor de afwerking van vlechtwerkwanden) of voor de fabricage van bakstenen. Ook werd leem gebruikt voor zowel erfverharding als voor het verharden van wegen.
Na de afgraving bleven de leemkuilen vaak onbenut liggen, waardoor bijzondere flora en fauna zich kon vestigen. In Nederland komen leemkuilen vooral voor in Overijssel, Gelderland, Noord-Brabant en Limburg. Ook in het Gooi in Noord-Holland komen leemkuilen voor. Hier groeien onder meer wilde tijm, kruisdistel, wilde roos, grasklokje, geelhartje, hondsviooltje, rolklaver, vleugeltjesbloem, wilde peen, bochtige klaver, kattendoorn en rozenkransje.

## Trivia
Leemput is de carnavalsnaam van Utrecht.